# ノーヴォス・バイアーノス
ノーヴォス・バイアーノス（Novos Baianos）は、ブラジル出身のバンド。

## 概要
1970年代初頭のムジカ・ポプラール・ブラジレイラを代表するグループの一つ。サンバ、ボサノヴァ、ロック、ショーロなどの様々な音楽的要素を組み合わせて、1970年代のブラジルの音楽に大きな影響を与えた。
また、バンドは1970年代のカウンターカルチャーと新興のトロピカリアの影響を強く受けた。
バンドのセカンドアルバム「Acabou Chorare」はブラジル内でも最も影響力のあるアルバムの一つと言われており、多くの批評家やリスナーから絶賛された。